# James Colledge Pope
James Colledge Pope, C.P. (né le 11 juin 1826 à Bedeque, I.-P.-E., décédé le 18 mai 1885 à Summerside, I.-P.-E.) était un homme politique prince-édouardien. 

## Biographie
Il commence sa carrière politique en 1857 pour le compte du Parti conservateur. Il est élu premier ministre de la province à trois reprises (1865-1867, 1870-1872 et avril-septembre 1873).
C'est durant son dernier mandat que l'Île-du-Prince-Édouard rejoint la Confédération canadienne le 1er juillet 1873.
Il se lance ensuite dans la politique fédérale en étant ministre de la Marine et des Pêcheries de 1878 à 1882, dans le gouvernement de John A. Macdonald.
Il était le frère cadet de William Henry Pope.